# Alstahaug
Alstahaug es un municipio en la provincia de Nordland, Noruega.  Forma parte de la región de Helgeland.  El centro administrativo del municipio es el pueblo de Sandnessjøen.  Otras villas en Alstahaug son Søvika y Tjøtta.

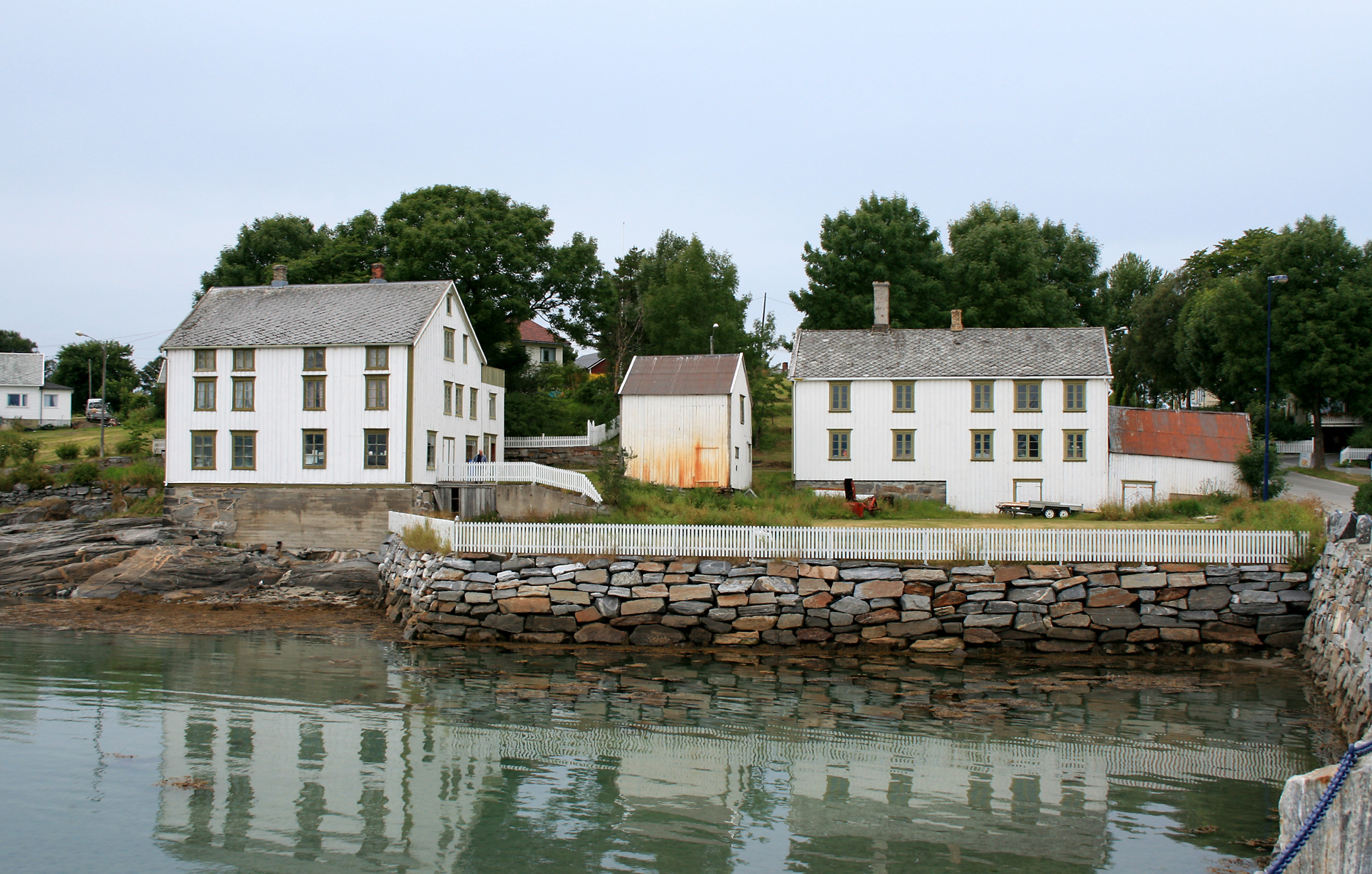
El antiguo puesto comercial en Tjøtta.

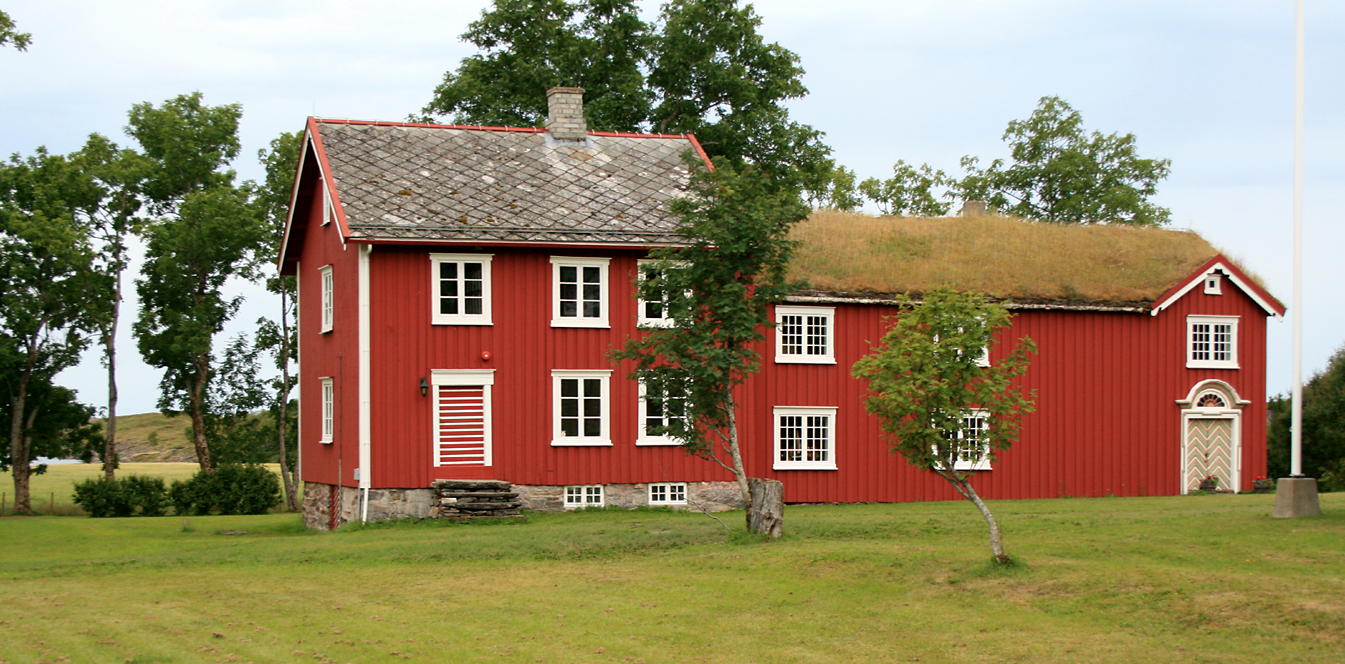
La antigua casa parroquial en Alstahaug.

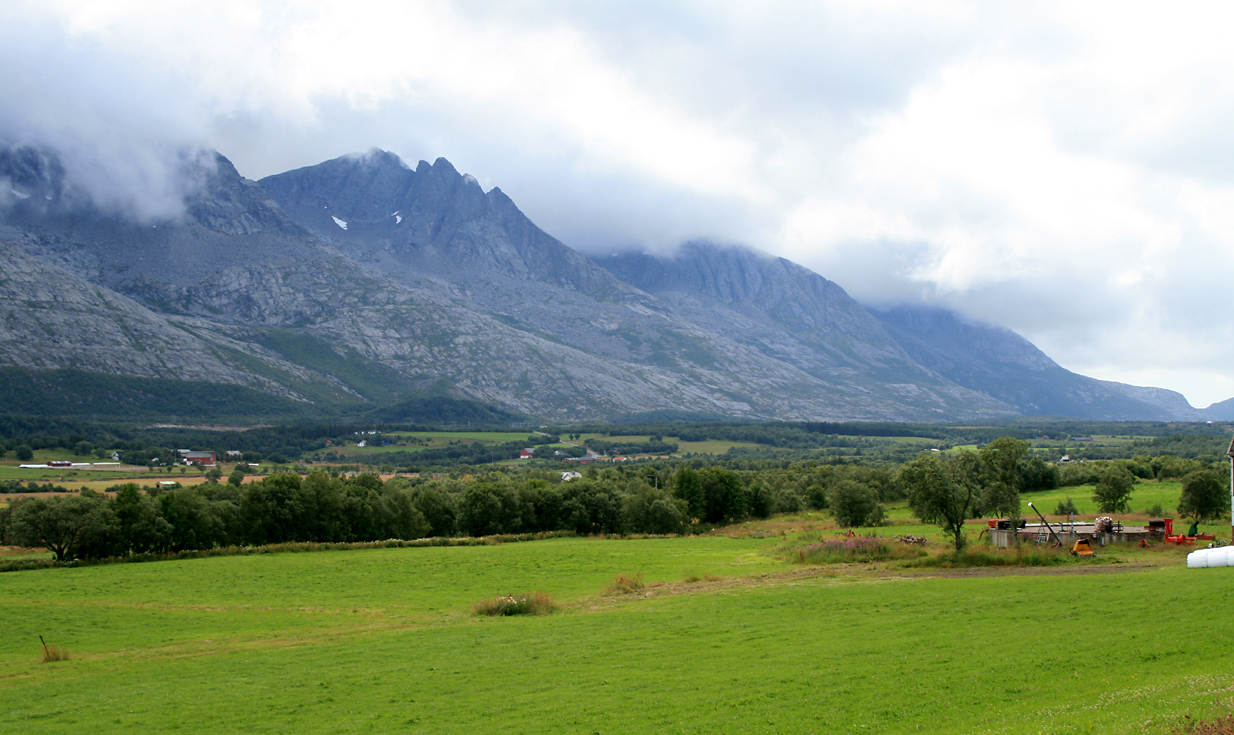
Isla Alsten, pradera en la base de las montañas de las Siete Hermanas.

## Geografía
Alstahaug es un municipio que está compuesto solo por islas. La mayoría de los residentes viven en las islas Alsta y Tjøtta. Alstahaug abarca desde el grupo de islas Skålvær por el oeste, hasta el grupo Vefsnfjorden por el este, y la isla de Mindlandet hacia el sur.  Los municipios de Leirfjord, Vefsn, y Vevelstad se encuentran al este y Dønna, Herøy, y Vega al norte.